# Brandon (Frankrijk)
Brandon is een plaats en voormalige gemeente in het Franse departement Saône-et-Loire (regio Bourgogne-Franche-Comté) en telt 245 inwoners (1999). De plaats maakt deel uit van het arrondissement Mâcon. Brandon is op 1 januari 2019 gefuseerd met de gemeenten Clermain en Montagny-sur-Grosne tot de gemeente Navour-sur-Grosne. 

## Geografie
De oppervlakte van Brandon bedraagt 10,4 km², de bevolkingsdichtheid is 23,6 inwoners per km².
De onderstaande kaart toont de ligging van Brandon (Frankrijk) met de belangrijkste infrastructuur en aangrenzende gemeenten.

## Demografie
Onderstaande figuur toont het verloop van het inwonertal (bron: INSEE-tellingen).